# Cugnaux
Cugnaux er en commune i Haute-Garonne départementet i det sydvestlige Frankrig.
Under Tour de France 2011, vil Cugnaux være startby for den 211 km lange 12. etape med mål i Luz-Ardiden.
- Wikimedia Commons har flere filer relateret til Cugnaux